# Terbinafine
Terbinafine  wordt verkocht onder de merknaam Lamisil maar is ook verkrijgbaar als generiek geneesmiddel. Het is een antimycoticum, een middel dat schimmels doodt. Het kan zowel per tablet worden ingenomen als in de vorm van zalven of crèmes op de huid worden toegepast.
Terbinafine kan worden aangewend bij de meeste door dermatofyten of gisten veroorzaakte infecties bij mens en dier, waaronder dermatomycosen en onychomycose.
Het product met de merknaam Lamisil Dermgel 1% bevat 1% terbinafine.
De stof terbafine is opgenomen in de lijst van essentiële geneesmiddelen van de WHO.
Terbinafine is effectief omdat het de synthese van ergosterol remt.